# 陳嘉爵
陳嘉爵（1970年5月2日—2019年5月10日）台灣雲林縣人，中华民国記者，曾在三立新聞、環球電視、民視新聞記者、民視新聞部政治組副召集人。曾任陳水扁辦公室主任。2019年5月10日因腦癌病逝，享年49歲。

## 學歷
- 臺北市私立中山國民小學
- 臺北市立南門國民中學
- 臺灣省立板橋高級中學
- 世界新聞專科學校三專部
- 中國文化大學新聞學系
- 中國文化大學新聞研究所

## 經歷
- 華視文化公司節目撰稿、剪接、執行製作
- 三立新聞政治組記者、生活組記者
- 環球電視政治組記者、主播
- 民視新聞政治組記者、主播
- 年代新聞政治組組長
- 民視新聞政治組副召集人
- 凱達格蘭基金會執行長
- 高雄市議員候選人陳致中競選總部發言人
- 陳水扁辦公室主任
- 台北市中正、萬華區立委參選人
- 《獨家報導周刊》雜誌社社長
- 立法委員姚文智國會辦公室主任
- 邁肯特整合行銷公司副總經理
- 澳門立法會議員選舉策略顧問
- 立法委員林岱樺國會辦公室主任
- 世新大學新聞系講師
- 國立空中大學傳播學講師
- 高雄市議員候選人翁瑞珠、張勝富、李雨庭選舉策略顧問

## 外部連結
- 陳嘉爵 Facebook